# Timofei Kritski
Timofei Víktorovitx Kritski (en rus Тимофей Викторович Крицкий, 24 de gener de 1987) és un ciclista rus, professional des del 2008 al 2014. Sempre ha militat a l'equip Katusha, encara que alguns anys ha competit amb els seus equips filials.
En el seu palmarès destaca la victòria final al Gran Premi Guillem Tell de l'any 2008, La Côte Picarde del 2009 i els Cinc anells de Moscou del mateix any.

## Palmarès
- 2008
  - 1r al Gran Premi Guillem Tell i vencedor d'una etapa
  - Vencedor d'una etapa als Tres dies de Valclusa
  - 1r al Boucle de l'Artois i vencedor d'una etapa
  - 1r al Memorial Oleg Diatxenko
  - 1r a la Mayor Cup
  - Vencedor d'una etapa al Tour d'Alsàcia
- 2009
  - 1r a La Côte Picarde i vencedor d'una etapa
  - Vencedor d'una etapa al Tour de Bretanya
  - 1r als Cinc anells de Moscou i vencedor d'una etapa
  - Vencedor d'una etapa a la Mi-août en Bretagne
  - Vencedor d'una etapa al Tour de l'Avenir
- 2011
  - Vencedor de 2 etapes a la Volta a Bulgària
- 2014
  - Vencedor d'una etapa al Gran Premi Udmúrtskaia Pravda
  - Vencedor d'una etapa a la Volta al llac Qinghai
  - Vencedor d'una etapa a la Volta a Costa Rica